# Zalizneakî, Mirhorod
Zalizneakî (în ucraineană Залізняки) este un sat în comuna Kliușnîkivka din raionul Mirhorod, regiunea Poltava, Ucraina.

## Demografie
Componența lingvistică a localității Zalizneakî
     Ucraineană (100%)
Conform recensământului din 2001, toată populația localității Zalizneakî era vorbitoare de ucraineană (100%).